# 鈴木大慈
鈴木 大慈（すずき たいじ、1981年 - ）は、日本の統計学者、機械学習の研究者、東京大学教授。

## 経歴
- 2004年3月　東京大学工学部計数工学科 卒業
- 2006年3月　東京大学大学院情報理工学系研究科数理情報学専攻修士課程修了
- 2009年3月　東京大学大学院情報理工学系研究科数理情報学専攻博士課程修了
- 2009年4月　東京大学大学院情報理工学系研究科数理情報学専攻助教
- 2013年7月　東京工業大学大学院情報理工学研究科 数理・計算科学専攻准教授
- 2016年4月　東京工業大学情報理工学院 数理・計算科学系准教授
- 2017年4月　東京大学大学院情報理工学系研究科数理情報学専攻准教授
- 2024年4月　東京大学大学院情報理工学系研究科数理情報学専攻教授

## 受賞
- 2016年　日本応用数理学会論文賞
- 2017年　第11回日本統計学会研究業績賞